# Artemidoro di Daldi
Artemidoro (in greco antico: Ἀρτεμίδωρος ὁ Δαλδιανός?, Artemídōros ho Daldianós; Efeso, dopo il 120? – dopo il 192?) è stato uno scrittore e filosofo greco antico.
Principalmente, fu interprete di sogni e visioni con scopi scientifici e didattici. Trasmise l'arte divinatoria al figlio.
Nei suoi e altrui scritti è citato come Artemidoro di Daldi.
Scrisse gli Oneirocriticà, condensato del sapere antico sull'arte divinatoria e punto di riferimento fino a Freud per la interpretazione dei sogni ispirati. Secondo Suda, fu autore di opere minori sulla chiromanzia (Chiroscopica) e ornitomanzia (Oiônoscopica, interpretazione dei volatili).

## Biografia
Artemidoro nacque ad Efeso nel II secolo, in una delle città più importanti del Mediterraneo orientale.
Visse a Daldi in Lidia, donde il soprannome di Daldiano, a cui tenne molto per ricordare il luogo di origine della madre, e soprattutto per distinguersi dal nome dei numerosi interpreti di sogni di Efeso, passati e contemporanei, fai i quali il celebre geografo ellenistico  Artemidoro di Efeso. Nel  suo libro, sono citati numerosi poeti antichi, le letture e i suoi viaggi, da cui si desume l'alto livello culturale (e benessere familiare). 
Stando ai suoi scritti, divenne l'interprete di riferimento per gli abitanti di Daldi che tramite lui interrogavano il dio Apollo. Operò, probabilmente, anche a Roma, sotto il regno di Antonino Pio e Marco Aurelio, secondo le indicazioni che si possono trarre dalla sua stessa opera, i primi tre libri della quale furono dedicati a Massimo di Tiro, operante appunto sotto gli ultimi Antonini. Il terminus post quem per la sua biografia è derivato dal fatto che menziona un sogno di Plutarco in punto di morte: essendo Plutarco morto intorno al 120 d.C., si può presumere che egli sia nato dopo questa data.
Fu sicuramente un interprete di sogni professionista, avviando un'attività che trasmise al figlio, come si nota dagli ultimi due libri dell'opera, che scrisse per fornire un prontuario all'erede per l'esercizio dell'onirocritica.

## GliὈνειροκριτικά
Artemidoro è autore di uno dei pochi trattati del mondo greco a noi pervenutoci sull'interpretazione dei sogni, dal titolo Oneirocritica (Ὀνειροκριτικά), in cinque libri. Le sue fonti dovevano essere molto ampie se, come egli stesso scrive, aveva letto sull'argomento tutto ciò che era disponibile al suo tempo, raccolto durante i suoi viaggi in Asia, Grecia e Italia. Fu pubblicato per la prima volta in greco a Venezia nel 1518 e più volte ristampato.
Il libro primo e quarto iniziano con una esposizione sistematica del metodo. I primi tre libri, come detto, sono dedicati al sofista Massimo di Tiro. Preminente è l'attenzione, nel libro I, dedicata all'anatomia e all'attività del corpo umano: 82 capitoli interpretano la comparsa nei sogni di soggetti come la dimensione della testa, mangiare e l'attività sessuale. Il secondo libro tratta di oggetti ed eventi nel mondo naturale, come il tempo, gli animali, gli dei e il volo. Il terzo libro è di argomento vario. La seconda parte del trattato (libri IV-V), come detto, è dedicata al figlio dell'autore e comprende numerosi sogni con la loro spiegazione, ad uso pratico dell'interprete.
Il trattato di Artemidoro rappresenta anche una grande enciclopedia della cultura materiale del mondo greco-romano: in questo genere, è uno dei testi più ricchi a nostra disposizione, così come la storia naturale di Plinio il Vecchio, i Deipnosofisti di Ateneo  di Naucrati e le opere dei lessicografi come Giulio Polluce, tutte opere caratterizzate in una certa misura da un'ambizione enciclopedica. Si tratta, comunque, di una tappa essenziale nella tradizione greco-orientale nell'interpretazione dei sogni, preceduta dall'opera di Antifonte di Ramnunte e seguita (e più volte richiamata) in età bizantina dal trattato sui sogni dell'arabo e islamico Achmet: prima opera sul tema dei sogni in lingua araba, nota in tutto il Medioevo. 
Scopo principale di Artemidoro è dimostrare che l'interpretazione dei sogni, come atto puramente conoscitivo, è possibile (tesi che trovava un suo fondamento nell'idea stoica della "simpatia" universale). Terminato l'atto conoscitivo, e data quindi un'interpretazione dei sogni, Artemidoro non si azzarda a consigliare comportamenti futuri sulla base di tale interpretazione, discostandosi quindi da quelle pratiche magiche tanto in voga al suo tempo. Nell'opera Artemidoro, in uno stile semplice, ma al tempo stesso elegante, offre una panoramica completa della materia onirica, fornendo una sistemazione scientifica dei sogni, basata sugli episodi storici, e distinguendo in tal modo i sogni legati al passato ed al presente e quelli relativi al futuro, interpretati come profetici e simbolici. Del resto «Artemidoro, come molti dei suoi predecessori, è stoico, o almeno inverniciato di stoicismo: di più non abbiamo diritto di attenderci da un professionale della divinazione».
La fortuna dell'opera fu ampia, come testimoniato anche da una versione araba dei primi tre libri, risalente all'877, ad opera di Hunayn ibn Ishaq, e pubblicata da Toufic Fahd con traduzione francese nel 1964 con il titolo Le livre des songes [par] Artémidore d'Éphèse.